# Royan

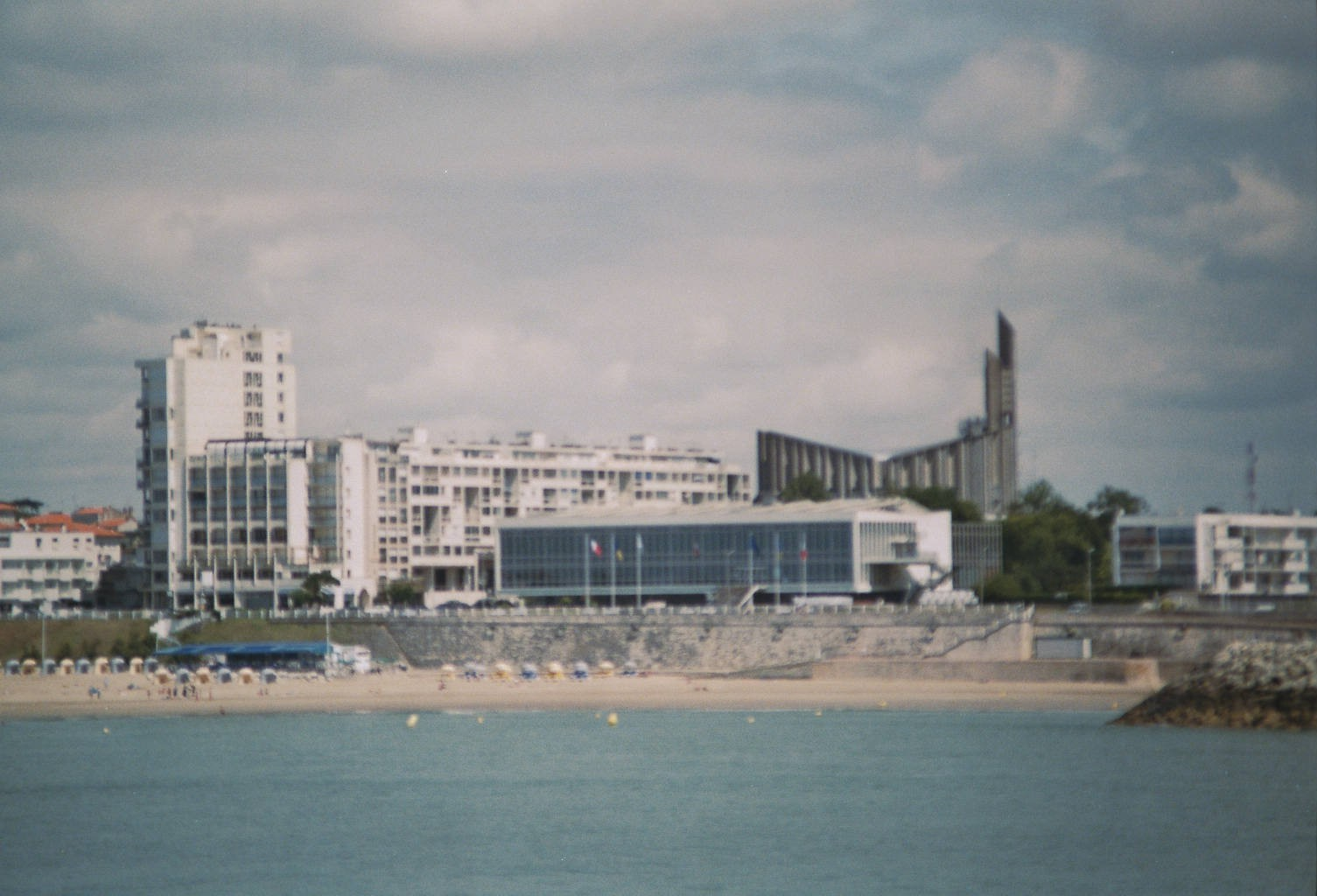
Royan sett från Gironde

Royan (occitanska: Roian) är en stad i sydvästra Frankrike, ort i departementet Charente-Maritime i regionen Nouvelle-Aquitaine.
Staden ligger vid stranden av Girondeestuariet och är framför allt en viktig bad- och turistortstad vid Atlantens kust.

## Befolkningsutveckling
Antalet invånare i kommunen Royan
| Referens: INSEE |

## Attraktioner
- Kyrkan i Notre Dame av Royan
- Port av Royan